# 海恩斯特米爾巴赫河
49°38′43.42″N 9°6′37.27″E / 49.6453944°N 9.1103528°E

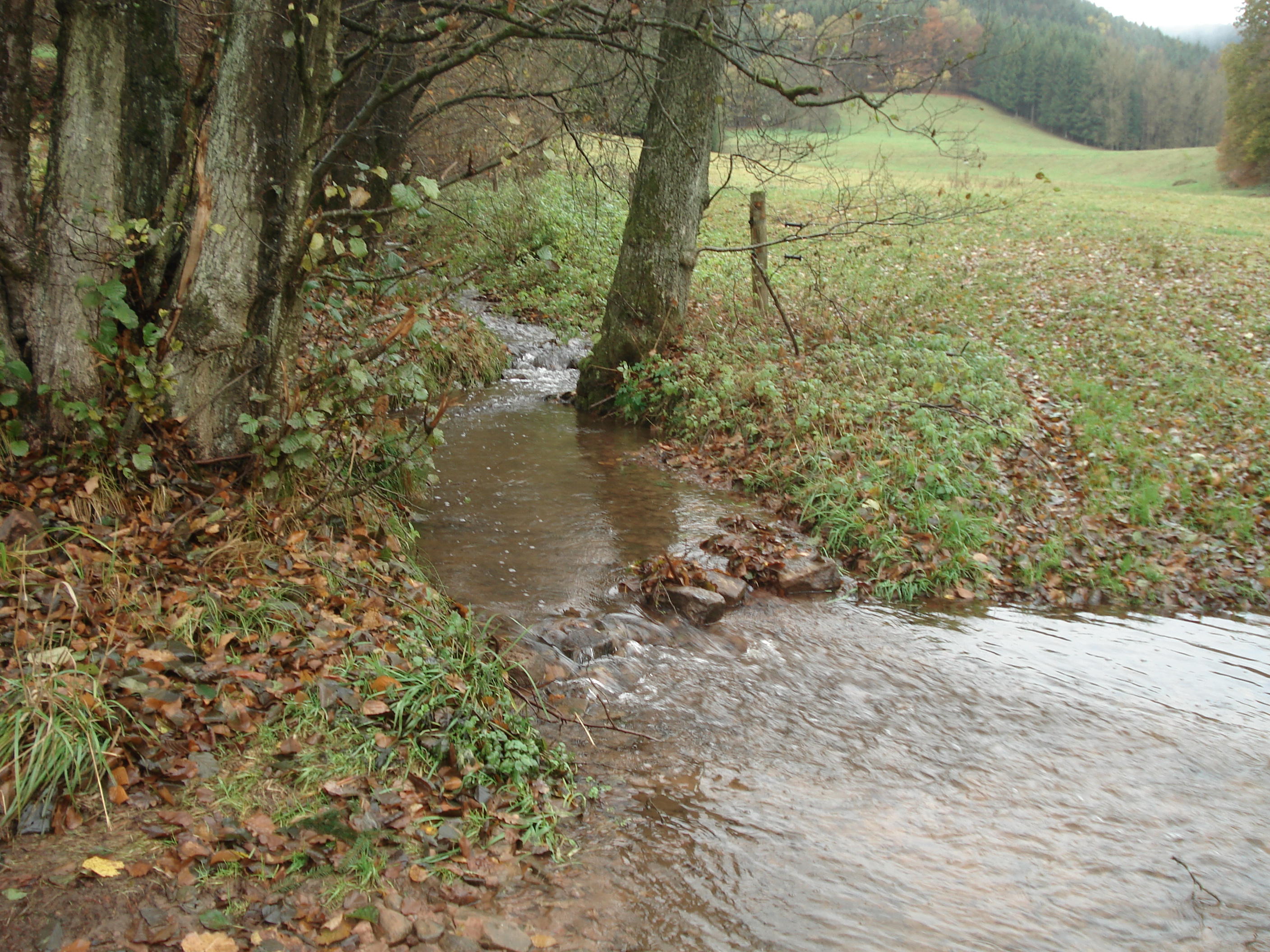

海恩斯特米爾巴赫河是德國的河流，位於該國東南部，由巴伐利亞負責管轄，屬於瓦爾德巴赫河的右支流，河道全長1.8公里，流經米爾滕貝格縣。